# Synoda (2015)
XIV. řádné valné shromáždění biskupského sněmu (pod názvem „Povolání a poslání rodiny v církvi a současném světě“) je synod, který se konal v římskokatolické církvi v roce 2015. Neformálně bývá označovaná také jako II. synoda o rodině.

## Průběh
Synoda proběhla ve dnech 4. – 25. října 2015 v Římě. Jejím tématem bylo „povolání a poslání rodiny v církvi a v současném světě“ a jejím úkolem bylo prohloubit reflexi bodů projednávaných během mimořádné biskupské synody o pastoračních výzvách rodiny v kontextu evangelizace, která se konala od 5. do 19. října 2014. Závěrečným dokumentem této synody byla apoštolská exhortace Amoris laetitia.
Čtrnáctý den synody, 18. října, papež František kanonizoval čtyři světce, včetně Ludvíka a Zélie Martinových, rodičů Terezie z Lisieux. 